# 許德樹
許德樹，福建省侯官縣人，清朝政治人物。同進士出身。
許德樹為道光六年（1826年）丙戌科三甲進士。道光十三年（1833年）由福建漳州府儒學教授調任臺灣府儒學教授。道光十七年（1837年）回任漳州府儒學教授。